# Muy Muy
Muy Muy é um município da Nicarágua, situado no departamento de Matagalpa. Tem 375 km² de área e sua população em 2020 foi estimada em 17.049 habitantes.